# Bisporelle jaune
Bisporella citrina
Espèce
Synonymes
- Bisporella claroflava (Grev.) Lizon & Korf[1]
- Calycella citrina[1]
- Calycella claroflava[1]
- Calycella flava[1]
- Helotium citrinum[1]
- Helotium claroflavum[1]
- Helotium flavum Klotzsch[1]
- Octospora citrina Hedw.[1]
- Peziza citrina Batsch[1]
- Peziza claroflava[1]

La Bisporelle jaune ou Bisporelle citrine (Bisporella citrina) est une espèce de champignons ascomycètes de la famille des Helotiaceae.
Ce champignon se présente sous forme d'une coupe lisse faisant typiquement moins de 3 mm de diamètre et d'un jaune brillant. On les trouve souvent en été et en automne en groupes denses sur des bois pourris.

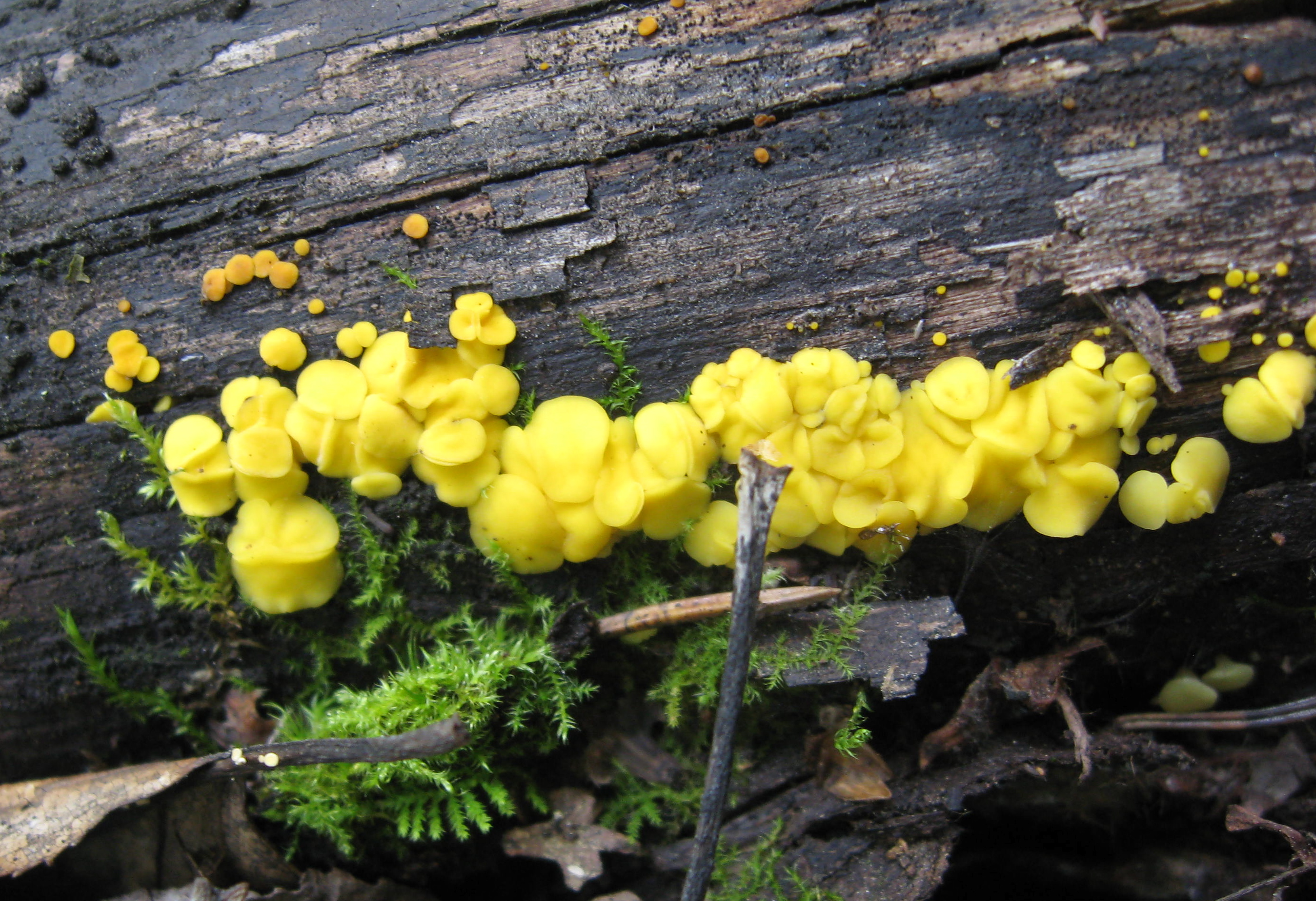
Bisporella citrina.

D'autres espèces proches ne se distinguent qu'avec l'aide du microscope.